# Copa CECAFA 1977
La Copa CECAFA de 1977 fue la quinta edición del campeonato regional del África del Este.
Todos los partidos se jugaron en Mogadiscio del 30 de noviembre hasta el 9 de diciembre.

## Información
- Esta vez, se aplicó la regla de jugar un partido para definir el que ocupaba el tercer puesto en el torneo.

## Grupo A
| Equipo   | Pts | Pld | W | D | L | GF | GA | GD |
| -------- | --- | --- | - | - | - | -- | -- | -- |
| Uganda   | 6   | 3   | 3 | 0 | 0 | 5  | 1  | +4 |
| Kenia    | 4   | 3   | 2 | 0 | 1 | 5  | 3  | +2 |
| Somalia  | 2   | 3   | 1 | 0 | 2 | 1  | 2  | -1 |
| Zanzíbar | 0   | 3   | 0 | 0 | 3 | 0  | 5  | -5 |

| 30 de noviembre de 1977 | Somalia | 1:0 | Zanzíbar | Estadio Nacional de Mogadiscio, Mogadiscio |  |

| 30 de noviembre de 1977 | Uganda | 3:1 | Kenia | Estadio Nacional de Mogadiscio, Mogadiscio |  |

| 2 de diciembre de 1977 | Somalia | 0:1 | Uganda | Estadio Nacional de Mogadiscio, Mogadiscio |  |

| 2 de diciembre de 1977 | Kenia | 3:0 | Zanzíbar | Estadio Nacional de Mogadiscio, Mogadiscio |  |

| 4 de diciembre de 1977 | Somalia | 0:1 | Kenia | Estadio Nacional de Mogadiscio, Mogadiscio |  |

| 4 de diciembre de 1977 | Zanzíbar | 0:1 | Uganda | Estadio Nacional de Mogadiscio, Mogadiscio |  |

## Grupo B
| Equipo   | Pts | Pld | W | D | L | GF | GA | GD |
| -------- | --- | --- | - | - | - | -- | -- | -- |
| Zambia   | 3   | 2   | 1 | 1 | 0 | 4  | 2  | +2 |
| Malaui   | 2   | 2   | 0 | 2 | 0 | 0  | 0  | 0  |
| Tanzania | 1   | 2   | 0 | 1 | 1 | 2  | 4  | -2 |

| 1 de diciembre de 1977 | Tanzania | 0:0 | Malawi | Estadio Nacional de Mogadiscio, Mogadiscio |  |

| 2 de diciembre de 1977 | Malawi | 0:0 | Zambia | Estadio Nacional de Mogadiscio, Mogadiscio |  |

| 3 de diciembre de 1977 | Zambia | 4:2 | Tanzania | Estadio Nacional de Mogadiscio, Mogadiscio |  |

## Semifinales
| 5 de diciembre de 1977 | Zambia | 4:2 | Kenia | Estadio Nacional de Mogadiscio, Mogadiscio |  |

| 6 de diciembre de 1977 | Uganda | 1:0 | Malawi | Estadio Nacional de Mogadiscio, Mogadiscio |  |

## Tercer lugar
| 8 de diciembre de 1977 | Malawi | 2:1 | Kenia | Estadio Nacional de Mogadiscio, Mogadiscio |  |

## Final
| 9 de diciembre de 1977 | Uganda | 0:0 (5:3 p.) | Zambia | Estadio Nacional de Mogadiscio, Mogadiscio |  |

| Uganda         |
| Campeón Uganda |
| Tercer título  |